# Клеопатра (лек крайцер, 1940)
Вижте пояснителната страница за други значения на Клеопатра.
„Клеопатра“ (на английски: HMS Cleopatra (33), от на английски: Cleopatra – Клеопатра) е лек крайцер на Британския Кралски флот, от времето на Втората световна война. Един от 11 крайцера на типа „Дидо“.
Поръчан е по програмата от 1938 г. 18 август 1938 г. и е заложен в Hawthorn Leslie & Co в Hebburn-on-Tyne на 5 януари 1939 г. Крайцерът е спуснат на вода на 27 март 1940 г., ставайки седмия кораб носещ това име в британския флот от 1779 г. Влиза в строй на 5 декември 1941 г.
Девизът на кораба е: „Unconquered as ever“ – „Никога непокорен“.

## История на службата
Крайцерът завършва комплектуването на 5 декември 1941 г. и започва провеждане на изпитанията, след което започва да действа в състава на флота в Скапа Флоу, макар и веднага да е назначен в 15-та ескадра крайцери на Средиземноморския флот.

## В състава на Средиземноморския флот
В началото на февруари 1942 г. той преминава в Клайд, откъдето отплава на 5 февруари, в посока Малта. На острова пристига на 11 февруари заедно с разрушителя Fortune, по пътя се отбива в Гибралтар.

### Бомбово попадение
Намирайки се в залива Гранд Харбър, на Малта, „Клеопатра“ е подложен на въздушна атака. Корабът е поразен от 500 kg бомба, която се взривява след пробив през носовата част. На крайцера е наводнена носовата част и вой получава също някои осколъчни повреди по торпедните апарати и корпуса от други бомби паднали редом с кораба. На 12 ноември той влиза за ремонт в Малта.
На 10 март, с края на ремонта, крайцерът съвместно с разрушителя Kingston, влизат в състава на Съединение „B“, в което освен тях е и флагмана на ескадрата крайцери еднотипния крайцер Naiad. На 11 март Съединение „B“ излиза в търсене на италиански конвои. При прехода корабите са подложени на непрекъснати въздушни атаки. След гибелта на Naiad от торпедо на немската подводница U-565, „Клеопатра“ става флагман на ескадрата крайцери.
На 15 март корабите на 15-а ескадра крайцери обстрелват Родос.

### 2-ро сражение в залива Сирт
На 20 март „Клеопатра“ участва в проводката на Малтийския конвой MW-10 при прехода му от Александрия (Операция MG-1) съставлявайки съвместно с крайцерите Dido и Euryalus Съединение „B“. В операцията също участва и Съединение „K“: крайцера Penelope и разрушителя Legion, действащи от Малта. На 21 март Съединение „B“ се среща с ескорта на конвоя: крайцера Carlisle и ескортните миноносци от типа „Хънт“. На 22 март корабите участват във второто сражение в залива Сирт, против италианския флот, включващ в себе си линкора Литорио и три крайцера. В условията на лошо време крайцерите успяват да удържат врага на разстояние, а след торпедната атака на британските разрушители противникът се оттегля и конвоя е спасен. В хода на боя „Клеопатра“ получава попадение от 152 mm снаряд на италиански крайцер в мостика, довело до жертви. Конвоят е подложен на силни въздушни атаки и понася загуби. Крайцерите на 28 март се връщат в Александрия, където командващия в боя адмирал Виен получава поздравителна телеграма от премиер-министъра за успешните действия в боя с италианския флот.
От април до май крайцерът, заедно с ескадрата, се намира в Източното Средиземноморие, базиран в Александрия. Отвличането на силите на флота за провеждане на операцията Ironclad – десанта в Мадагаскар, не позволява провеждането на конвоя за Малта.
На 13 юни „Клеопатра“ излиза в качеството на флагман на ескорта на плаващия за Малта конвой MW11. Крайцерските сили са усилени от крайцерите Newcastle и Birmingham, върнали се от състава на Източния флот след края на операцията Ironclad. Започналата операция получава названието Vigorous. Поради отсъствие на линкори, в състава на конвоя е включен кораба-цел, бившия стария линкор Centurion, маскиран като най-нов линкор от типа King George V. 14 юни минава в тежки атаки от хоризонтални и пикиращи бомбардировачи на противника. На 15 юни след нощна атака от вражески торпедни катери и заплаха от сблъсък с италианските надводни сили, операцията е прекъсната от командващия Средиземноморския флот и корабите се връщат в базата си.

### Сирийската кампания
На 30 юни крайцерът, заедно с корабите от ескадрата, е преведен в Хайфа за действия в състава на бомбардировъчното Съединение, съпровождащо войсковата операция (операция Exporter). Армията нахлува в Сирия и корабите трябва да съпровождат нейното настъпление от Хайфа, тъй като става известно, че вишистките кораби проявяват активност. В течение на целия юли „Клеопатра“ заедно с корабите на ескадрата действа от Хайфа.
На 12 август „Клеопатра“ заедно с крайцера Arethusa, и разрушителите Javelin, Kelvin, Sikh и Nubian отплава за изпълнение на обстрел над Родос. Цел на обстрела е отвличане на вниманието от конвой, плаващ за Малта от Гибралтар (операция „Пиедестал“).
След тази операция крайцерът е изпратен за ремонт в Масава, в Червено море, който протича в течение на септември. Във връзка с отсъствието на подходящ плаващ док се действа експромтово. Само половината кораб може да се извади над водата за време. При това кораба получава и някои повреди, когато се изхлузва от килблоковете.
През октомври корабът се връща в Средиземно море и действа заедно с Orion и Euryalus в Източното Средиземноморие.
На 16 ноември „Клеопатра“ излиза заедно с крайцерите Arethusa, Dido, Euryalus, Orion и разрушителите на 14-та флотилия за прикритие на конвоя за Малта от Порт Саид – MW-13 (операция Stoneage). Това е първият конвой след сваляне на обсадата на острова. На 18 ноември Arethusa е сериозно повреден от въздушни атаки и трудно се връща в Александрия.

### В състава на Съединение „K“, Малта
На 19 ноември крайцерът е определен за Съединение „K“, което трябва да се базира в Малта. Освен него в Съединението влизат крайцерите Dido, Euryalus, разрушителите Jervis, Javelin, Kelvin и Nubian. На 25 ноември корабите отплават от Александрия, за да се базират в Малта.
На 4 декември корабите от Съединение „K“ отплават от острова, за да посрещнат конвоя MW-14 на финалния етап от плаването му (операция Portcullis).

### В състава на Съединение „Q“, Бон
На 10 декември „Клеопатра“ заедно с крайцерите Argonaut, Dido и Euryalus е пребазиран в Бон, за да състави Съединение „Q“, действащо при крайбрежието на Северна Африка. На 12 декември, заедно с Euryalus и 4 разрушителя, участва в боя с конвой от Тунис, потопявайки 3 вражески съда.
В нощта на 22 по 23 януари 1943 г. „Клеопатра“ заедно с крайцера Euryalus и разрушителите Jervis, Javelin, Kelvin и Nubian обстрелва пътищата за отстъпление около Зуара на вражеските ариергарди от Либия. По-късно, обстрелват и самата Зуара.
От февруари до април крайцерът участва в защитата на конвоите и поддръжката на военните операции в Централното Средиземноморие, базиран в Бон. През май крайцера е преведен в 12-та ескадра крайцери, продължавайки да се базира в Бон. През юни крайцерът ескортира военните конвои, превозващи войските за предстоящия десант в Сицилия.

### Действия в Сицилия, торпедно попадение
От 1 юли „Клеопатра“ се намира в Бон, готвейки са за участие в десанта. На 6 юли отплава от Алжир за участие в операцията. На 8 юли прикрива движението на конвоите в залива Сирт съвместно със Съединение „H“ и Средиземноморския флот. На 10 юли крайцера е разгърнат в Йонийско море съвместно с линкорите Nelson, Rodney, Warspite, Valiant, самолетоносачите Indomitable и Formidable и други кораби на ескадрата. На 11 юли крайцерът е разгърнат за огнева поддръжка при северния фланг на плажа определен за десанта. Кораба участва в инцидента „приятелски огън“ заедно с крайцера Euryalus и торпеден катер. Този инцидент не се афишира до 1993 г. На 12 юли „Клеопатра“ заедно с крайцера Euryalus и разрушителите Ilex и Echo е изпратен за прихващащо патрулиране. По време на това патрулиране разрушителите потопяват италианската подводна лодка Nereide 10 мили североизточно от Аугуста. На 14 юли крайцерът е подложен на атака на торпедоносец в хода на стрелби. На 16 юли крайцера в точката с координати 37°06′ с. ш. 16°04′ и. д. / 37.1° с. ш. 16.066667° и. д. получава торпедно попадение в средата на корпуса от италианска подводница, която е или Dandolo, или Alagi. Крайцерът получава сериозни повреди на корпуса с наводняване на машинното отделение. Управлението на артилерията може да се изпълнява само „локално“. 30 души от екипажа са убити или изчезват безследно, още 23 са ранени. На 17 юли крайцерът пристига в Малта прикриван от разрушителите Quiberon и Quail и крайцера Euryalus в качеството на зенитен щит.

### Ремонт в САЩ
От август до септември крайцерът се намира в Малта, в подготовителен ремонт. През октомври крайцерът е определен за ремонт в САЩ, във връзка с което преминава в Гибралтар, със заход в Алжир. На 7 ноември отплава от Гибралтар и се насочва за Филаделфия, където влиза за ремонт и преоборудване във военноморската корабостроителница на Филаделфия. Ремонтът продължава до септември 1944 г., когато крайцерът излиза в морето за следремонтни изпитания. През ноември крайцера отплава за Бермудите преди прехода му в Клайд, където пристига на 28 ноември.
В Клайд от декември до април 1945 г. крайцерът завършва ремонта и поставянето на артилерия. На него са поставени нови радари и оборудване „свой-чужд“, недостъпно за поставяне в САЩ. От артилерията носовата издигната 133 mm установка е свалена и заменена със зенитна артилерия за близък бой. През април крайцерът излиза за следремонтни изпитания, едновременно е определен за служба в състава на Източния флот. На 3 май крайцерът отплава от Клайд за действия заедно със Средиземноморския флотом и на 12 май пристига в Малта. През юни крайцерът отплава от Малта за съединение с 5-та ескадра крайцери на Източния флот. Крайцерът пресича Червено море и Индийския океан, пристигайки на 12 юли в Коломбо и влизайки в състава на 5-та крайцерска ескадра.

## В състава на Източния флот
През август корабът провежда учения в състава на Източния флот във връзка с предполагащия се десант в Малая (операция Zipper). Но операцията е отменена по молба на американското командване.
На 15 август крайцерът се връща в Коломбо и е назначен за провеждане на операцията по връщането на Сингапур (Операция Tiderace).
На 27 август крайцерът се насочва от Коломбо с командващия Източния флот на борда през Сабанг към Пенанг, където пристига на 1 септември за провеждането на церемониите. На 2 септември прикрива операцията по тралене по време на прехода през Малакския пролив към Сингапур. На 3 септември той пристига в Сингапур заедно с индийския тралчик Bengal и остава до слизането на десантните сили.
На 9 септември крайцерът прикрива десанта в Port Swettenham съвместно с линкорите Nelson и френския Richelieu, корабите на 21 ескадра ескортни самолетоносачи, крайцерите Nigeria, Ceylon и 15-та флотилия разрушители (Operation Zipper). На 12 септември корабът участва във формалното предаване на Сингапур. На 17 септември завърщва участието си в операцията Zipper и се насочва за Тринкомале.

## Следвоенна служба
„Клеопатра“ завърщва службата си в състава на Източния флот на 7 януари 1946 г. и се връща във Великобритания, в Портсмът на 7 февруари. След известна пауза, свързана с проблеми на укомплектуването, крайцерът продължава службата си в състава на 2-ра ескадра крайцери на Home Fleet, до излизането си в резерв през януари 1951 г. След ремонт и ново влизане в строй на 30 октомври, крайцера продължава службата си в 1-ва ескадра крайцери на Средиземноморския флот. През февруари 1953 г. „Клеопатра“ се връща във Великобритания и участва в кралския преглед, който се състои през юни същата година, след което е извадена в резерв в Чатъм. В периода 1954 – 1956 г. крайцерът се използва в качеството на флагмански кораб на резервния флот в Портсмът. Намирайки се на стоянка в Портсмът, през 1958 г. крайцерът е отнесен към списъците на изключените от флота кораби и продаден за скрап за разкомплектоване в корабостроителницата Cashmore в Нюпорт. Той напуска Портсмът на 9 декември и на 15 декември пристига в Нюпорт.

## Коментари
1. ↑  Всички данни са към момента на влизане в строй.
2. ↑  Според други данни на 18 март.